# Vicious Engine
Vicious Engine — игровой движок, связующее программное обеспечение, сочетающее в себе функциональность графического движка, звукового движка, физического движка и сетевой код. Разработан американской компанией Vicious Cycle Software.

## История разработки
Выход первой версии состоялся в январе 2005 года. В поставку входят SDK, включая исходный код.
Существуют версии движка для ПК под управлением Microsoft Windows и игровых консолей PlayStation 2, PlayStation 3 (с поддержкой сервиса «PlayStation Network»), Xbox, Xbox 360 (с поддержкой Xbox Live Arcade), Nintendo GameCube, Wii (и сервисом WiiWare) и PlayStation Portable (PSP и PSP Mini).
Вторая итерация Vicious Engine была показана в марте 2009 на Game Developers Conference. Было введено множество улучшений, предназначенных, в первую очередь, для консолей Xbox 360 и PlayStation 3 и персонального компьютера. Сохранена также и поддержка игровых приставок «прошлого» поколения — Wii, PSP и PlayStation 2. Первой игрой на данной версии стала Eat Lead: The Return of Matt Hazard.
Движок официально одобрен компаниями Sony, Nintendo и Microsoft как технологические решение для разработчиков игр под консоли PlayStation Portable, Wii и Xbox 360.

## Игры, использующие Vicious Engine
- 2005 — Dora the Explorer: Journey to the Purple Planet от Global Star Software
- 2006 — Curious George от Monkey Bar Games
- 2006 — Flushed Away от Monkey Bar Games
- 2007 — 300: March to Glory от Collision Studios
- 2007 — Alien Syndrome от Totally Games
- 2007 — Dead Head Fred от Vicious Cycle Software и Disney Interactive Studios
- 2007 — Marvel Trading Card Game от Vicious Cycle Software
- 2007 — Puzzle Quest от Vicious Cycle Software (версия для PSP)
- 2009 — Eat Lead: The Return of Matt Hazard от Vicious Cycle Software
- 2014 — Pac-Man and the Ghostly Adventures 2 от Monkey Bar Games и Bandai Namco Games